# Glycyrrizinezuur
Glycyrrizinezuur of glycyrrizine is een zoetstof die vooral wordt toegevoegd aan drop. De stof wordt gewonnen uit de zoethoutwortel (Glycyrrhiza glabra). Het bestaat uit een sapogenine (het aglycon) en een suiker (het glycon), en is derhalve een glycoside, behorend tot de stofklasse der saponinen.
De zoetstof heeft een 30 tot 50 keer zo hoge zoetkracht als suiker. Glycyrrizinezuur heeft voor gebruik als laagcalorische suikervervanger een voordeel ten opzichte van aspartaam, omdat het niet uit elkaar valt bij verwarming. Het heeft niet dezelfde werking als normale suiker; het werkt langzamer en houdt langer aan in de mond en het heeft een zoethoutachtige smaak. Daarom wordt het meer als smaakversterker gebruikt, voornamelijk voor snoep, medicijnen en tabakproducten.

## Gezondheidsfactoren
Glycyrrizinezuur kan een verhoging van de bloeddruk en hartritmestoornissen veroorzaken. Het bloeddrukverhogend effect treedt op bij een dagelijkse consumptie van ongeveer 95 mg glycyrrizinezuur. Bij daarvoor gevoelige personen kan de bloeddrukstijging mogelijk al bij minder drop optreden. Glycyrrizinezuur kan helpen bij een verkoudheid, het werkt namelijk slijmoplossend en verzachtend.
In het maag-darmkanaal wordt glycyrrizinezuur omgezet in glycyrretinezuur. In de nieren remt glycyrretinezuur het enzym bèta-hydroxysteroidehydrogenase type 2, dat cortisol omzet in het inactieve cortison. Door deze remming stijgt de hoeveelheid cortisol in de niercellen. Cortisol grijpt daar op dezelfde receptor aan als het hormoon aldosteron (de mineralocorticoïdreceptor). Hierdoor houdt de nier zout vast, hetgeen leidt tot een verhoogde bloeddruk. Dit gaat vaak gepaard met een verlaagd kaliumgehalte in het bloed.
Niet bewezen is de claim dat glycyrrizinezuur een brandend gevoel in de maag en de vorming van maagzweren tegengaat. Het zou namelijk productie van maagzuur tegengaan.
De hoeveelheid glycyrrizinezuur in drop is gemiddeld 0,1%, met uitschieters naar boven en beneden. Drop met een sterke smaak bevat vaak relatief veel glycyrrizinezuur. Zo is in zwart-witpoeder 2,8% glycyrrizinezuur aanwezig. Zoethoutthee bevat in droge vorm ongeveer 2% glycyrrizine (40 mg per theezakje van 2 gram). Ongeveer 63 procent van de Nederlandse drop bevat nu minder dan 0,1% glycyrrizinezuur en 93 procent van de Nederlandse drop bevat minder dan 0,2% glycyrrizinezuur. Dropsoorten met een relatief hoog gehalte aan glycyrrizinezuur worden in de meeste (80%) gevallen verkocht in een kleine verpakking (minder dan 50 gram per verpakking). Door de sterke smaak nodigt het minder uit tot dooreten dan de dropvarianten met relatief weinig glycyrrizinezuur, vaak de milde, zoete dropsoorten die bij kinderen populair zijn.